# Сарьяк-Маньоак
Сарья́к-Маньоа́к (фр. Sariac-Magnoac, окс. Sariac) — коммуна во Франции, находится в регионе Юг — Пиренеи. Департамент — Верхние Пиренеи. Входит в состав кантона Кастельно-Маньоак. Округ коммуны — Тарб.
Код INSEE коммуны — 65404.

## География
Коммуна расположена приблизительно в 640 км к югу от Парижа, в 80 км юго-западнее Тулузы, в 39 км к востоку от Тарба.
По территории коммуны протекает река Жер.

## Климат
Климат умеренно-океанический с солнечной тёплой погодой и обильными осадками на протяжении практически всего года.

## Население
Население коммуны на 2010 год составляло 153 человека.
| 1962 | 1968 | 1975 | 1982 | 1990 | 1999 | 2010 |
| ---- | ---- | ---- | ---- | ---- | ---- | ---- |
| 211  | 198  | 187  | 172  | 150  | 138  | 153  |

## Администрация
| Период | Период | Фамилия     | Партия | Примечания |
| ------ | ------ | ----------- | ------ | ---------- |
| 2001   | 2020   | Мириам Соль |        |            |

## Экономика
В 2010 году среди 92 человек трудоспособного возраста (15-64 лет) 67 были экономически активными, 25 — неактивными (показатель активности — 72,8 %, в 1999 году было 67,5 %). Из 67 активных жителей работали 63 человека (37 мужчин и 26 женщин), безработных было 4 (2 мужчин и 2 женщины). Среди 25 неактивных 5 человек были учениками или студентами, 11 — пенсионерами, 9 были неактивными по другим причинам.

## Достопримечательности
- Церковь Успения Божьей Матери (XV век). Исторический памятник с 1989 года[4]

## Фотогалерея
- Церковь Успения Божьей Матери
- Церковь и крест
- Мэрия
- Теннисный корт
- Карта коммуны